# 陳松勇
陳松勇（1941年7月1日—2021年12月17日），臺灣電影、電視、歌仔戲男演員，生於臺北市。1970年代出道，演過許多戲劇，包括《春寒》、《大頭兵》、《魯冰花》、《大頭仔》、《監獄風雲II逃犯》、《功夫皇帝方世玉》、《玻璃樽》等，而在1989年以《悲情城市》電影榮獲第26屆金馬獎最佳男主角（影帝），2000年起演出作品逐漸減少，2015年演完《我們全家不太熟》電影後正式息影。

## 生平
陳松勇少年時在行天宮擺水果攤。1963年，他因醒獅團的團員，去參加台視拍攝田單復國的戲來打大鼓去幫忙，因此認識製片。他認為在戲場可躲避警察取締，因此進入演藝圈。
1971年參與了台視台語劇《阿公店》的拍攝，升格為正式基本演員。之後也出演電影《春寒》、《風流殘劍血無痕》、《醉八仙拳》。
陳松勇後來多半為配角，如《魯冰花》的鄉長、《功夫皇帝方世玉》中的雷老虎，《監獄風雲》的龍哥、《新少林五祖》的馬佳善、《達摩祖師傳》的般若多羅等，都是台灣人耳熟能詳的角色。。
陳松勇常演江湖氣息濃厚的角色，一直沒受到注目，後因以《悲情城市》突然竄紅。
2006年9月1日，陳松勇中風送醫急診，右半身麻痺]]，後於龜山長庚醫院復健休養，復健成效不錯。病因是他長期愛喝酒導致血糖過高引發中風；他表示已戒酒，以後將減少參加演出活動，公益活動除外。
2009年農曆年前因胃出血送醫，被診斷出胃潰瘍。2009年3月12日媒體報導，陳松勇罹患白內障加上視網膜嚴重出血，雙眼幾乎失明，3月15日在臺北榮民總醫院接受右眼植入人工水晶體手術。
2013年參加金馬獎頒獎典禮，傳出帶酒進入會場，並酒後失態，但遭陳松勇嚴詞否認。
2016年因不慎摔倒、肺積水等病況發作，曾三度掛急診、住院，後獨居，並請一名印尼籍看護Yule協助其料理日常生活起居。
2021年10月31日，因身體不適而被送入急診，住院47天後離世。

## 逝世
陳松勇中風之後，多病纏身。2021年10月17日，陳松勇由救護車送入醫院，住院治療，記者採訪時，陳松勇只稱「吹到風，受了風寒」，幾天後即出院。10月31日因腎臟病發作又入院。
陳松勇於2021年12月17日15時07分病逝於桃園市龜山區長庚醫院安寧病房，享壽80歲，告別式2021年12月28日8點10分在台北市立第一殯儀館福壽廳舉行，植存於法鼓山金山環保生命園區。

## 其他事業
少年時居於臺北市信義區吳興街一帶，後曾住新北市永和、新莊副都心行政院新莊大樓附近，晚年居住於林口區，並在這些地方都有過房地產，後來吳興街房子以2600萬元脫手。根據媒體披露，現在至少有價值新台幣3000萬元的林口房屋一戶、價值兩千多萬的永和房屋一戶。至於新莊房地產，應該已經在高價時脫手。
陳松勇曾經做過玉的生意，據說賺過新臺幣五千萬元。陳松勇說：「有一次，我用五萬元港幣（約22萬元台幣）跟一個工人買了十個玉鐲，結果最後賣了超過八百萬元台幣！」他會看翡翠，據傳在緬甸光靠賭石就賺了數百萬元。
陳松勇因常飾演江湖兄弟或草根性強的角色，常以「訐譙」（臺語，大聲以粗話罵人之意）形象示人，演得維妙維肖，其語調鏗鏘有力，網友感慨，陳松勇可說是「罵三字經最好聽的男人」。陳松勇還以此為題，出版二本著作為民眾解文釋義，並提倡用正確的方式來使用台語，進而瞭解到古文的妙處；2005年中天電視台綜藝節目《全民大悶鍋》亦有一單元劇「幹譙阿勇」模仿他。

## 軼事
《悲情城市》沒有詳細劇本，只有故事大綱，導演也讓演員自由發揮，陳松勇想起他父親的性格跟角色「林文雄」太像了，所以他就學習他爸爸的風格來演，非常流暢。
龍劭華曾當過一陣子陳松勇助理，陳松勇將龍劭華帶入演藝圈，故龍劭華時常說陳松勇是「我老師」，外界常說，龍劭華江湖氣重，很適合演「道上兄弟」，龍劭華笑說：「可能因為從小就跟在松勇大哥旁邊，跟著買菸、買檳榔，總是會渲染一點。」坦言很珍惜跟在陳松勇身邊的日子。
陳松勇很喜歡說故事，可以從盤古開天一連講到二二八事件。
陳松勇中風後，生活大小事都離不開印尼籍看護Yule；一生未婚的他曾透露，自己跟Yule情同父女，「她都叫我爸爸，我還給她很多錢，家裡的錢隨便花」。除了過去曾送的價值十幾萬元的金飾外，考量到2020年左右Yule就必須返鄉，所以決定給她200萬回印尼做生意，如果不幸自己在她離台前「先走」，這筆錢還是會留給她，「雖然沒有很多，但她可能一輩子都賺不到，能幫就幫」。陳松勇過世滿百日後，遺產透過律師重新分配，最終看護Yuli獲贈400萬，並且離開台灣返回印尼家鄉。
陳松勇曾提拔過陳美鳳，陳美鳳說：「當時他已經是影帝，還很願意提拔、教我，因為他台語非常好，不吝嗇教我、帶著我，奠定了我『台灣最美的歐巴桑』地位。」
胡瓜說，每回在外用餐碰到陳松勇，陳松勇總有大哥風範，想請客，替大家買單。
陳松勇與牛埔幫的「牛財」葉明財情同手足，據說陳松勇甚至叫「牛財」的母親為「乾媽」，因此陳松勇在中山區可說是無往不利。有一次高凌風被中山區幫派分子恐嚇，也是拜託陳松勇輕易處理完畢。
陳松勇透露自己要是結婚的話，第一選擇就是和他有多年交情的金馬影后陳淑芳，但陳淑芳則解釋說，那是多年前他們的玩笑話，當時兩人未婚未嫁，陳松勇便開玩笑建議兩人湊和湊和，從此也能看出兩人的好交情。
陳松勇曾自述，中風前喜愛到海南島的夜總會尋歡。
楊烈、陸小芬說，曾聽說陳松勇跟昔日的女友育有一個孩子，但陳松勇的好友表示，陳松勇有一名義子，該義子是一名建商的兒子，陳松勇以前在外都稱「我兒子」，楊烈、陸小芬因此誤會。

## 演出作品

### 電影
| 上映   | 片名                          | 飾演                 | 導演   | 備註                         |
| 1976年 | 《保镳》                      |                      | 陳明華 |                              |
| 1977年 | 《九紋龍》                    |                      | 鮑學禮 |                              |
| 1979年 | 《春寒》                      | 日本兵               | 陳俊良 |                              |
| 1980年 | 《風流殘劍血無痕》            |                      | 鮑學禮 |                              |
| 1980年 | 《醉八仙拳》                  |                      | 午馬   |                              |
| 1980年 | 《新月傳奇》                  |                      | 王瑜   |                              |
| 1980年 | 《茉莉花》                    | 日本兵               | 陳俊良 |                              |
| 1981年 | 《大笑將軍》                  | 將軍手下             | 陳俊良 |                              |
| 1981年 | 《賭城風雲》                  |                      | 陳俊良 |                              |
| 1982年 | 《新西遊記》                  | 銀角大王             | 陳俊良 |                              |
| 1985年 | 《殭屍小子》                  | 錢老闆               | 趙中興 |                              |
| 1985年 | 《情報販子》                  |                      | 陳俊良 |                              |
| 1985年 | 《天生寶一對 》               | 百貨公司經理         | 蔡揚名 |                              |
| 1985年 | 《箭瑛大橋》                  | 家長會長             | 陳俊良 |                              |
| 1986年 | 《望海的母親》                | 許金水               | 蔡揚名 |                              |
| 1987年 | 《新桃太郎》                  | 北海道人             | 趙中興 |                              |
| 1987年 | 《大頭兵》                    | 局長                 | 朱延平 |                              |
| 1987年 | 《大頭兵2：大頭兵出擊》       | 局長                 | 朱延平 |                              |
| 1987年 | 《大頭兵3：阿兵哥》           | 局長                 | 朱延平 |                              |
| 1987年 | 《芳草碧連天》                | 周添旺               | 蔡揚名 |                              |
| 1988年 | 《孩子王》                    | 旅館夥計             | 陳俊良 |                              |
| 1988年 | 《報告典獄長》                | 陳大砲               | 朱延平 |                              |
| 1988年 | 《天下一大樂》                | 賓館老闆             | 朱延平 |                              |
| 1988年 | 《大頭仔》                    | 武雄（TA－KE）       | 蔡揚名 |                              |
| 1988年 | 《天才小兵》                  | 大隊長               | 朱延平 |                              |
| 1988年 | 《校園有鬼》                  | 張可中父親           | 張智超 |                              |
| 1988年 | 《記得當時年紀小》            |                      | 鄭進一 |                              |
| 1988年 | 《流氓世家》                  | 太郎                 | 張智超 |                              |
| 1988年 | 《江湖接班人》                | 馬老大               | 潘文傑 |                              |
| 1989年 | 《悲情城市》                  | 林文雄               | 侯孝賢 | 榮獲第26屆金馬獎最佳男主角獎 |
| 1989年 | 《魯冰花》                    | 鄉長- 林長壽         | 楊立國 |                              |
| 1989年 | 《風雨操場》                  |                      | 金鰲勳 |                              |
| 1989年 | 《沒卵頭家》                  | 黑面蔡               | 徐進良 |                              |
| 1989年 | 《立體奇兵》                  |                      | 陳俊良 |                              |
| 1989年 | 《愛拼才會贏》                | 白老闆               | 朱延平 |                              |
| 1989年 | 《英雄無膽》                  | 阿不拉               | 鄭進一 |                              |
| 1989年 | 《小人物》                    |                      | 趙真國 |                              |
| 1990年 | 《兄弟珍重》                  | 武雄的大哥           | 蔡揚名 |                              |
| 1990年 | 《我在死牢的日子》            | 黃家潮（死刑犯潮哥） | 邱銘誠 |                              |
| 1990年 | 《我的兒子是天才》            | 阿中之父- 阿林       | 楊立國 |                              |
| 1990年 | 《販母案考》                  | 書記                 | 唐基明 |                              |
| 1990年 | 《大賭秀》                    | 虎頭                 | 許仁圖 |                              |
| 1990年 | 《少爺當大兵》                | 菜販                 | 陳俊良 |                              |
| 1990年 | 《至尊計狀元才》              | 蔣山河               | 黃泰來 |                              |
| 1990年 | 《缺角的太陽》                | 吉爸                 | 林福地 |                              |
| 1990年 | 《至聖鮮師》                  | 陳火木               | 張蜀生 |                              |
| 1991年 | 《那根所有權》                | 吳炎溪 (閹雞)        | 張智超 |                              |
| 1991年 | 《官兵捉強盜》                | 官濱                 | 周騰   |                              |
| 1991年 | 《監獄風雲2逃犯》             | 大圈龍 (龐飛龍）     | 林嶺東 |                              |
| 1992年 | 《表姐，妳好嘢！3之大人駕到》 | 蔣大勇               | 張堅庭 |                              |
| 1992年 | 《阿呆》                      | 蔡董                 | 蔡揚名 |                              |
| 1992年 | 《少年吔，安啦！》            | 勇哥                 | 徐小明 |                              |
| 1992年 | 《五湖四海》                  | 黑面                 | 朱延平 |                              |
| 1993年 | 《功夫皇帝方世玉》            | 雷老虎               | 元奎   |                              |
| 1994年 | 《西楚霸王》                  | 樊噲                 | 冼杞然 |                              |
| 1994年 | 《新少林五祖》                | 馬佳善               | 王晶   |                              |
| 1994年 | 《達摩祖師傳》                | 般若多羅             | 袁振洋 |                              |
| 1994年 | 《罌粟》                      | 陳貴康               | 何藩   |                              |
| 1995年 | 《特警急先鋒》                | 馬九                 | 林德祿 |                              |
| 1996年 | 《摩登共和國》                | 史丹利的爸爸         | 柯受良 |                              |
| 1997年 | 《火燒島之橫行霸道》          | 陳阿勇               | 朱延平 |                              |
| 1999年 | 《玻璃樽》                    | 阿不的爸爸           | 谷德昭 |                              |
| 2000年 | 《古惑仔6勝者為王》           | 忠勇伯               | 劉偉強 |                              |
| 2014年 | 《逆轉勝》                    | 寇桑                 | 孔玟燕 |                              |
| 2015年 | 《我們全家不太熟》            | 房東                 | 王傳宗 |                              |

### 電視劇
| 首播   | 頻道 | 劇名                              | 飾演      |
| 1971年 | 台視 | 《阿公店》                        | 原住民    |
| 1974年 | 華視 | 《保鑣》                          | 古雲萍    |
| 1974年 | 華視 | 《包青天》－劍膽                  | 荒木      |
| 1978年 | 華視 | 《定心珠》                        | 阿豹      |
| 1978年 | 華視 | 《南台追蹤》                      | 高大川    |
| 1978年 | 華視 | 《理髮小姐》                      | 林振業    |
| 1983年 | 華視 | 《葉青歌仔戲-灞橋煙柳》           | 李俊      |
| 1983年 | 華視 | 《葉青歌仔戲-紅鬃烈馬》           |  魏虎     |
| 1983年 | 華視 | 《葉青歌仔戲-人面桃花》           |  一陽子   |
| 1983年 | 華視 | 《玉女神笛》                      |  石怒鷹   |
| 1983年 | 華視 | 《江南遊龍》－聖業千秋            |  心悟大師 |
| 1984年 | 華視 | 《葉青歌仔戲-秋霜燕子飛》         |  明祥     |
| 1985年 | 華視 | 《葉青歌仔戲-金枝玉葉》           | 郭子儀    |
| 1985年 | 華視 | 《葉青歌仔戲-蔡松坡與小鳳仙》     | 劉昌      |
| 1985年 | 華視 | 《葉青歌仔戲-玉堂春》             | 沈洪      |
| 1985年 | 華視 | 《葉青歌仔戲-巫山一段雲》         | 老牧童    |
| 1985年 | 華視 | 《葉青歌仔戲-彩雲天涯》           | 黑鑼      |
| 1985年 | 華視 | 《葉青歌仔戲-描金扇》             | 駱仙翁    |
| 1985年 | 華視 | 《葉青歌仔戲-楊家將》             | 潘洪      |
| 1985年 | 華視 | 《俠客行》                        | 教主      |
| 1986年 | 華視 | 《葉青歌仔戲-薛丁山救五美》       | 竇一虎    |
| 1986年 | 華視 | 《葉青歌仔戲-趙匡胤》             | 鄭恩      |
| 1986年 | 華視 | 《葉青歌仔戲-新七俠五義》         | 雷英      |
| 1986年 | 華視 | 《花月正春風》                    | 阿勇哥    |
| 1987年 | 三立 | 《豬哥亮與嘉慶君》                | 王霸      |
| 1988年 | 華視 | 葉青歌仔戲《金鵰玉芙蓉》          | 俊王舅舅  |
| 1990年 | 中視 | 《親愛的 我把英雄變美人啦》       | 劉查某    |
| 1992年 | 台視 | 《英雄世家》                      | 林天發    |
| 1993年 | 台視 | 台視劇場-作家系列《嘯阿義聖阿珠》 | 阿義      |
| 1994年 | 華視 | 《兄弟有緣》                      | 郭正勇    |
| 1995年 | 華視 | 《兄弟有緣Ⅱ》                     | 郭正勇    |
| 1995年 | 華視 | 《我愛我妻我愛子》                | 陳阿勇    |
| 1996年 | 台視 | 《楊麗花歌仔戲-四季紅之亂世情深》 | 阿成      |
| 1997年 | 民視 | 《菅芒花的春天》                  | 白宗興    |
| 1998年 | 民視 | 《舉頭三尺有神明》                | 陳阿勇    |
| 1998年 | 民視 | 《春天後母心》                    | 李進勇    |
| 1999年 | 民視 | 《富貴在天》                      | 陳正賢    |
| 2003年 | 台視 | 《再見阿郎》                      | 鄭古意    |
| 2011年 | 民視 | 《廉政英雄》                      | 石昌明    |
| 2012年 | 民視 | 《風水世家》                      | 陳勇      |

## 出版作品

### 著作
| 年份          | 書名             | 出版社   | ISBN            |
| 1993年3月初版 | 《陳松勇訐譙》   | 聯合文學 | ISBN 9575220579 |
| 2005年1月初版 | 《陳松勇新訐譙》 | 聯合文學 | ISBN 9575225112 |

## 獎項紀錄
| 年份   | 頒獎典禮     | 獎項             | 作品     | 角色   | 結果 |
| ------ | ------------ | ---------------- | -------- | ------ | ---- |
| 1989年 | 第26屆金馬獎 | 最佳男主角獎     | 悲情城市 | 林文雄 | 獲獎 |
| 1995年 | 第30屆金鐘獎 | 戲劇節目男主角獎 | 兄弟有緣 | 郭正勇 | 提名 |

## 引用資料
1. ↑  . 壹週刊. 2005-03-03  [2005-03-03]. （原始内容存档于2022-06-10） （日语）.
2. ↑  . babyou _ 姊妹淘. 2021-12-17  [2021-12-17]. （原始内容存档于2021-12-19）.
3. ↑  . 自由時報. 2009-03-13  [2009-03-13]. （原始内容存档于2019-06-17）.
4. ↑  . 三立新聞網. 2013-11-26  [2013-11-26].
5. ↑  . 三立新聞網. 2013-11-26  [2013-11-26].
6. ↑  . 三立新聞網. 2017-02-24  [2017-02-24].
7. ↑  . 民視新聞網. 2021-12-17  [2021-12-17]. （原始内容存档于2021-12-17）.
8. 1 2  . 蘋果日報. 2009-03-18  [2009-03-18]. （原始内容存档于2022-06-15）.
9. 1 2  . 聯合報. 2021-12-18  [2021-12-18]. （原始内容存档于2022-06-12）.
10. ↑  . 壹電視. 2021-12-18  [2021-12-18]. （原始内容存档于2021-12-19）.
11. ↑  . 民視新聞網. 2021-12-17  [2021-12-17]. （原始内容存档于2021-12-19）.
12. ↑  . CTWANT. 2021-12-17  [2021-12-17]. （原始内容存档于2021-12-22）.
13. ↑  . 娛樂星聞. 2021-12-17  [2021-12-17]. （原始内容存档于2022-06-13）.
14. ↑  . 娛樂星聞. 2021-12-17  [2021-12-17]. （原始内容存档于2022-06-14）.
15. ↑  . 噓！星聞. 2022-03-23  [2022-05-01]. （原始内容存档于2022-05-01）.
16. 1 2  . 自由時報. 2021-12-17  [2021-12-17]. （原始内容存档于2022-06-20）.
17. ↑  . 娛樂星聞. 2021-12-17  [2021-12-17]. （原始内容存档于2022-06-12）.
18. ↑  . 東森新聞. 2021-12-17  [2021-12-17]. （原始内容存档于2021-12-17）.
19. ↑  . 上報. 2021-12-17  [2021-12-17]. （原始内容存档于2021-12-17）.
20. ↑  . 蘋果日報. 2021-12-20  [2021-12-20]. （原始内容存档于2022-06-13）.
21. ↑  . CTWANT. 2021-12-21  [2021-12-21]. （原始内容存档于2022-06-16）.

## 外部連結
- 陳松勇在互联网电影资料库（IMDb）上的資料（英文）
- 陳松勇在香港影庫上的簡介
- 陳松勇在豆瓣上的资料（简体中文）
- 陳松勇在时光网上的簡介（简体中文）
- 在AllMovie上陳松勇的頁面（英文）
- 陳松勇在台灣電影網上的資料（繁體中文）
- 中文電影資料庫：陳松勇 （页面存档备份，存于）
- 華文影史庫上《陳松勇 （页面存档备份，存于）》的資料（繁體中文）